# Alps (superordinador)
El superordinador Alps és un ordinador d'alt rendiment finançat per la Confederació Suïssa a través del Domini ETH, amb la seva ubicació principal a Lugano. Forma part del Centre Nacional Suís de Supercomputació (CSCS), que proporciona serveis informàtics a clients científics seleccionats.
El Centre Nacional de Supercomputació de Suïssa (CSCS) es va fundar el 1991. Aquest centre gestiona un laboratori d'usuaris per a serveis informàtics. Exemples en el passat inclouen l'anàlisi de dades del Gran Col·lisionador d'Hadrons (LHC) al CERN, l'emmagatzematge de dades per al làser de raigs X SwissFEL de l'Institut Paul Scherrer i simulacions per a previsions meteorològiques per part de MeteoSwiss.  Aquests serveis informàtics s'han proporcionat al llarg del temps mitjançant sistemes informàtics cada cop més potents. Des del 2020 i la posada en marxa de l'ordinador d'alt rendiment HPE Cray EX, el nom Alps s'ha utilitzat per als nous ordinadors. El 14 de setembre de 2024 es va inaugurar el darrer superordinador Alps HPE Cray EX254n. Fins i tot abans, el rendiment previst d'Alps es descrivia com la capacitat d'entrenar el LLM GPT-3 d'OpenAI en dos dies.  Aquest superordinador es basa en circuits integrats (CI) Grace Hopper GH200 de Nvidia  i aconsegueix un rendiment de 270 petaflops per segon, cosa que significa 270 quadrilions d'operacions per segon. El juny de 2024, ocupava el 6è lloc (llista TOP500) entre els ordinadors més ràpids del món, tot i que els ordinadors interns de Meta, Microsoft, Alphabet Inc./Google LLC i Oracle són probablement més potents, però el seu rendiment no es coneix. Un panell d'experts de diverses ciències naturals decideix qui pot utilitzar aquest nou ordinador. L'ús per part d'una col·laboració de recerca de l'EPFL i el Yale Institute for Global Health ja ha estat aprovat. Aquest grup de recerca utilitza un model d'IA de codi obert de Meta i l'ha entrenat a Alps amb dades de salut de la recerca mèdica. Amb Alps, els científics de Suïssa reben una infraestructura per explotar moltes possibilitats de la intel·ligència artificial (IA). El nou superordinador s'utilitza com a part de la Iniciativa Suïssa d'IA per part de l'ETH Zurich i l'EPFL.

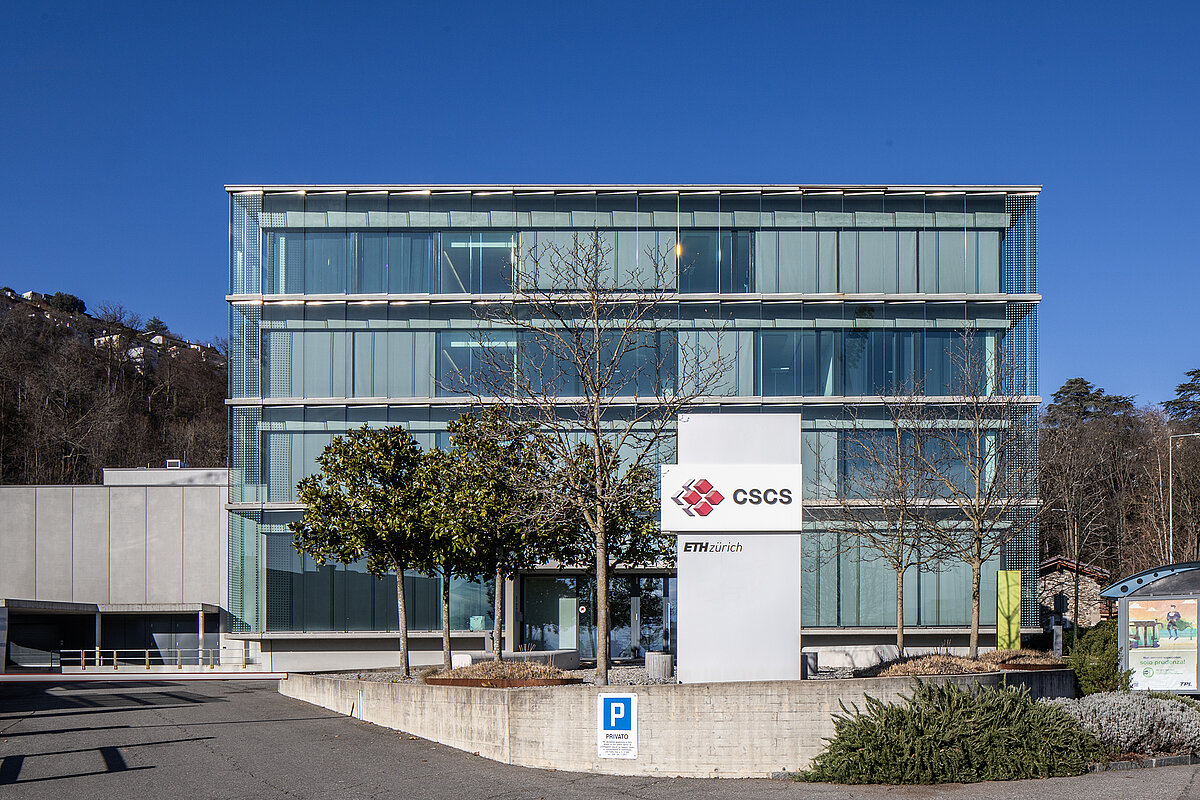
Edifici d'oficines CSCS a Lugano, Suïssa

## Estructura
Per allotjar i operar adequadament superordinadors moderns, es va construir un nou edifici de centre de dades i un edifici d'oficines adjacent a Lugano-Cornaredo. L'edifici del centre de dades consta de tres plantes. La planta més baixa allotja la infraestructura bàsica amb distribució primària d'energia i aigua, així com un subministrament d'energia d'emergència mitjançant bateries. La refrigeració dels ordinadors i els edificis a l'estiu es fa amb aigua del llac de Lugano. Des d'una profunditat de 45 metres, es subministren 460 litres d'aigua freda del llac per segon al centre de dades a través de 2,8 canonades de km de llarg. Allà, refreda el circuit de refrigeració intern de l'ordinador mitjançant un intercanviador de calor.  La distribució secundària es fa a la planta del mig mitjançant unitats de distribució d'energia, que permeten una instal·lació flexible dels ordinadors a sobre. Els ordinadors es troben a la planta superior.  El darrer superordinador d'altament paral·lel Alps va ser lliurat per Hewlett Packard Enterprise (HPE), que va adquirir l'empresa especialitzada en superordinadors Cray com a filial el 2019. Està instal·lat en una superfície de 2000 m2.

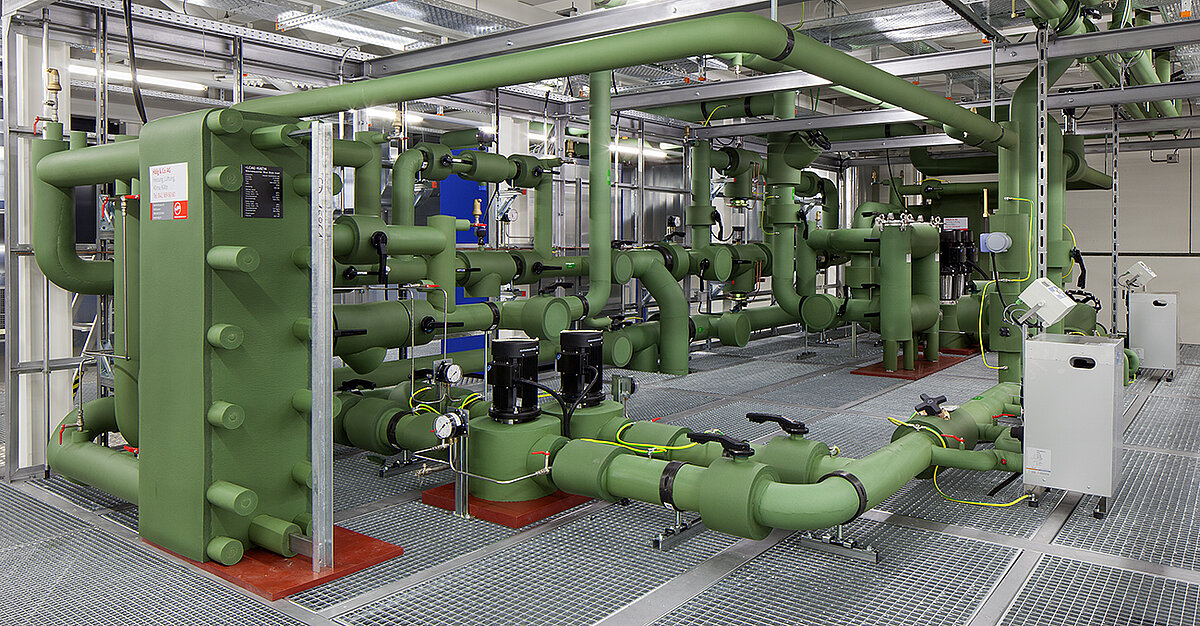
Distribució subterrània de refrigeració per aigua per a ordinadors CSCS

## Electrònica
Per aconseguir un rendiment superior, les combinacions de processadors centrals (CPU) amb processadors gràfics (GPU), així com les seves memòries associades (128 GB de RAM LPDDR-5X; 96 GB de HBM-3) , es col·loquen molt a prop en el mateix circuit integrat monolític proporcionat per Nvidia. Les matrius de 72 CPU s'anomenen Grace i consten de processadors ARMv 9-Neoverse-V2, que són processadors RISC. Les 132 GPU s'anomenen Hopper H100 Tensor Core.  Les combinacions d'aquestes 72 CPU juntament amb 132 GPU integrades en un xip VLSI s'anomenen GH200 Grace Hopper en memòria de Grace Hopper. Hi ha un total d'1'305'600 nuclis de processador (CPU i GPU) disponibles en aquest sistema Alps. Els intercanvis de dades entre els 2'688 nodes es produeixen en una xarxa tipus Ethernet anomenada Slingshot-11 a una velocitat de 200 Gbit/s.  Un sol node està compost per quatre GH200, en una configuració Quad GH200. Cada node Quad GH200 actua com un únic sistema NUMA, amb 288 nuclis de CPU i 4 GPU. Les CPU Grace es comuniquen a través d'una interconnexió coherent de memòria cau, mentre que les GPU Hopper es comuniquen a través de NVLink.

## Operació
Un equip de CSCS desenvolupa programari especial per a diferents aplicacions. El consum d'energia de l'ordinador a plena càrrega és de 10 MW. Es calcula que els costos d'electricitat són d'uns 15 milions de francs suïssos anuals.
El desenvolupament del superordinador Alps va suposar una inversió d'aproximadament 100 milions de francs suïssos, amb un pressupost operatiu anual de 37 milions de francs suïssos el 2024.
A novembre de 2024, Alps ocupava el 7è lloc a la llista TOP500 dels superordinadors més potents del món, aconseguint un rendiment de 434,9 petaflops per segon. Actualment, hi ha sistemes més potents en països com els Estats Units, el Japó i Itàlia.